# Phare de Greifswalder Oie
Le phare de Greifswalder Oie (en allemand : Leuchtturm Greifswalder Oie) est un phare actif situé au nord de l'île de Greifswalder Oie dans l'Arrondissement de Poméranie-Occidentale-Greifswald (Mecklembourg-Poméranie-Occidentale), en Allemagne.
Il est géré par la WSV de Stralsund .

## Histoire
Le phare de Greifswalder Oie, mis en service en octobre 1855, a remplacé le phare construit en 1832 sur le même site. C'est le phare d’atterrissage traditionnel des navires approchant de Stralsund par le nord-est.
De 1937 à 1945, l'île fut la base du programme allemand de développement de missiles. Le gouvernement est-allemand a continué d'utiliser l'île comme base militaire.
C'est aussi un site de nidification et de repos pour les oiseaux marins, et l'île est maintenant une réserve naturelle (Naturschutzgebiet Greifswalder Oie) gérée par le Verein Jordsand (de) 

## Description
Le phare , est une tour octogonale en brique de 39 m de haut, avec une double galerie et une lanterne, montée sur une base carrée d'un étage. La tour est non peinte en brique rouge et les galeries et la lanterne sont peintes en noir. Il émet, à une hauteur focale de 48 m, un bref éclat blanc de 0.1 seconde par période de 3.8 secondes. Sa portée est de 26 milles nautiques (environ 48 km).
Identifiant : ARLHS : FED-006 - Amirauté : C2662 - NGA : 5940 .

## Caractéristiques dufeu maritime
Fréquence : 3.8 secondes (W)
- Lumière : 0.1 seconde
- Obscurité : 3.7 secondes

|                  |
| Greifswalder Oie |

|          |
| Le phare |

|             |
| La lanterne |

### Lien connexe
- Liste des phares en Allemagne